# Грибен (Мекленбург)
Грибен (нем. Grieben) — община в Германии, в земле Мекленбург-Передняя Померания.
Входит в состав района Северо-Западный Мекленбург. Подчиняется управлению Шёнбергер Ланд. Население составляет 169 человек (на 31 декабря 2010 года). Занимает площадь 6,21 км².